# 角状藻属
角状藻属（学名：Cerataulus）为盒形藻科的一个属。

## 下属物种
本属包括以下物种：
- 斯氏角状藻 Cerataulus smithii Ralfs，史密斯角状藻
- 膨突角状藻 Cerataulus turgidus (Ehrenberg) Ehrenberg [2]